# Rubus glandulosocarpus
Rubus glandulosocarpus là loài thực vật có hoa trong họ Hoa hồng. Loài này được M.X. Nie miêu tả khoa học đầu tiên năm 1989.